# Joseph Damingue
Pour les articles homonymes, voir Hercule (homonymie).
Joseph Damingue (ou Domingue ou Domingo), dit Hercule, né le 17 mars 1761 à La Havane et mort le 19 avril 1820 à Paris, est un officier français de la Révolution et de l’Empire. Il était le fils d’un Noir de Cuba installé à Bordeaux.

## Biographie
Né à La Havane en 1761, Joseph Damingue est le fils d’une famille d’esclaves de Cuba, ensuite installée à Bordeaux par le biais d'armateurs.
Il se serait engagé tout jeune comme tambour. Le 6 octobre 1784 il est soldat au régiment de Champagne.
Le 6 juillet 1793, il passe au 22e régiment de chasseurs à cheval, où il participe dans l'armée des Pyrénées orientales aux campagnes de l’an I et II. Il est promu maréchal-des-logis le 8 juin 1795 (20 Prairial an III). Son régiment passe à l'armée d'Italie.
Remarqué pour son courage, il est promu le 26 octobre 1796 (5 brumaire an V) sous-lieutenant dans les guides de l'armée d'Italie.
Bonaparte raconte dans son rapport sur la bataille du pont d'Arcole : « J’ordonnai au citoyen Hercule, officier de mes guides de choisir vingt-cinq hommes de sa compagnie, de longer l’Adige une demi-lieue et de tomber ensuite au grand galop sur le dos de l’ennemi, en faisant sonner plusieurs trompettes. Cette manœuvre réussit parfaitement. L’infanterie fut ébranlée ».
Pour ce fait d’armes, il est nommé le 1er nivôse an V (21 décembre 1796) capitaine et reçoit une gratification de 5 000 livres. Le 11 novembre 1797 Bonaparte, général en chef de l'Armée d'Italie, lui fait attribuer un sabre d’honneur sur la lame duquel est inscrit : « Pour avoir renversé, à la tête de vingt-cinq guides, une colonne autrichienne à la bataille d'Arcole ».
Il participe à la campagne d'Égypte. Lors de la bataille d'Aboukir (1799), chargé de prendre une redoute, il enlève tous les retranchements ennemis et est blessé au bras. Il est nommé chef d'escadron provisoire le 20 septembre 1799 (4e jour complémentaire an VII).
De retour en France, il intègre la compagnie de chasseurs à cheval de la Garde consulaire créée le 3 janvier 1800 à partir du corps des guides de l'armée d'Italie rentré d'Égypte. Eugène de Beauharnais en prend le commandement. La compagnie charge à la bataille de Marengo où elle est fort éprouvée. Il est confirmé dans son grade le 9 août 1800
Le 1er octobre 1802, Hercule est chef d'un des quatre escadrons du régiment.
Le 2 mai 1803, à Mantoue, il est nommé, lors de sa création, commandant du Bataillon des Pionniers Noirs qu'il organise.
Il est nommé officier de l'ordre national de la Légion d'honneur le 14 juin 1804.
Le 19 décembre 1805 il est blessé à Fiume, ce qui l’oblige à demander sa retraite. L’Empereur lui accorde la totalité de son traitement en guise de retraite.
Il se retire à Monza avec sa femme, une Milanaise, qui lui aurait donné deux enfants.
En 1816, il revient en France et est nommé le 24 juillet troisième aide-de-camp au général Fontanges pour l’accompagner à Saint-Domingue. Fontanges et Esmangard sont chargés après l’échec en 1814 de la mission Dauxion Lavaysse envoyée par Louis XVIII et qui avait fait scandale, de proposer à Pétion le titre de gouverneur moyennant un protectorat sur l'île. La mission échoue.
De retour en France, Hercule reprend sa retraite et meurt à Paris le 19 avril 1820.

## Vidéographie
- Frères d'armes - Joseph Damingue, série Frères d'Armes, film-portrait raconté par Manu Dibango, co-réalisé par Pascal Blanchard et Rachid Bouchareb 2016, 2 minutes[3].